# Federico Chaves
Federico Chaves Careaga (ur. 15 lutego 1882 w Paraguarí, zm. 24 kwietnia 1978 w Asunción) – paragwajski polityk i żołnierz. Prezydent Paragwaju w latach 1949-54. Członek Partii Colorado.

## Życie
Chaves urodził się 15 lutego 1882 roku w Paraguarí. Jego ojcem był Portugalczyk Frederico Chaves, a matką Felicia Careaga z miasta Guaira w Paragwaju. Ukończył studia prawnicze w 1905 roku. Następnie był wieloletnim liderem centroprawicowej partii Colorado. Gdy partia ta weszła w skład koalicji rządzącej w 1946 roku, Chaves został zatrudniony w Paragwajskim sądzie najwyższym. W 1947 roku został ministrem spraw zagranicznych, który to urząd piastował do 1949 roku, kiedy objął stanowisko prezydenta kraju. W 1950 roku został wybrany na trzyletnią kadencję. Ponownie wygrał wybory w 1953 roku. Zaczął umacniać swoją władzę w niestabilnym politycznie kraju, militaryzując państwową policję. Było to oficjalną przyczyną zamachu stanu 4 maja 1954 roku, w wyniku którego 5 maja Chaves stracił posadę na rzecz Alfredo Stroessnera. Zmarł z przyczyn naturalnych 24 kwietnia 1978 roku. W państwowym pogrzebie brał udział sam Stroessner.